# 元会运世
元、會、運、世是中國北宋理學家邵雍所提出的用語，是一種用以推算世界歷史年代的週期單位的理論。他把世界從開始到消滅的一个周期叫做一元。按照一年十二月，一月三十日，一日十二時辰，一時辰一百二十分鐘的數目来附會计算天地歷史時間。一元十二會，一會三十運，一運十二世，一世三十年，故一元之數為十二萬九千六百年。認為世界的歷史就是如此始而終，終而復始的不斷循環。呈現整個自然一切事物都是從無生有，有歸於無的觀點。

## 易學
邵雍以先天六十四卦方位圖為本，作《皇極經世》所適用的象數法則，大至“元、會、運、世”，小至“年、月、日、時”，用以推演天道的消長與人事（朝代國運）的治亂興廢。
邵雍提出“元、會、運、世”的时间单位，其中：
- 1元統12會。
- 1會統30運。
- 1運統12世。
- 1世統30年。

（對照：1年）統12月1月統30日。1日統12時。）
以此推算：
- 1世統30年。
- 1運統12世，共360年。
- 1會統30運，共10800年（一萬零八百年）。
- 1元統12會，共129600年。

此一週期（12萬9千6百年）剛好相近於現代冰河時期的週期（約13萬年）。

## 來源
- 邵雍著《皇極經世》